# 117640 Millsellie
117640 Millsellie è un asteroide della fascia principale. Scoperto nel 2005, presenta un'orbita caratterizzata da un semiasse maggiore pari a 2,1956853 UA e da un'eccentricità di 0,1541433, inclinata di 5,43212° rispetto all'eclittica.